# Andreas Isaksson
Andreas Isaksson, né le 3 octobre 1981 à Trelleborg en Suède, est un footballeur international suédois qui évoluait au poste de gardien de but.
Isaksson est principalement connu pour ses passages au Stade rennais, à Manchester City et au PSV Eindhoven. Il est également un joueur emblématique de l'équipe nationale de Suède de 2002 à 2016, avec laquelle il participe à deux Coupes du monde en 2002 et en 2006, et trois Euro en 2004, 2008 et 2016. Il compte un total de 133 sélections avec la Suède, ce qui fait de lui le troisième joueur suédois le plus capé derrière Anders Svensson et Thomas Ravelli.

## Biographie

### Débuts professionnels
Andreas  Isaksson commence sa carrière à Trelleborgs FF. Tout de suite repéré comme le grand espoir du football suédois, il signe quelques mois plus tard à la Juventus de Turin. Mais pendant deux ans, il cire le banc et ne joue aucun match, bloqué par Edwin van der Sar. 
Il retourne alors en Suède à Djurgårdens IF pour trois ans. Lors de l'été 2004 Andreas Isaksson signe au Stade rennais.
Avec le club breton il participe notamment à la Coupe UEFA 2004-2005, étant notamment titularisé le 15 septembre 2005 contre le CA Osasuna (victoire 3-1 de Rennes).

### Manchester City

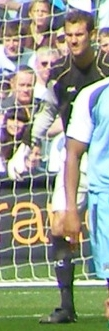
Isaksson en mai 2007 avec Manchester City.

Après la coupe du monde 2006, Andreas Isaksson rejoint Manchester City le 15 août 2006. Le transfert en Angleterre est évalué à 3,5 millions d'euros. Il vient pour remplacer David James, parti à Portsmouth, et est destiné à être titulaire. Toutefois il ne le sera pas durant sa première saison, freiné par les blessures et devant composer avec la concurrence de Nicky Weaver.
Il joue son premier match sous ses nouvelles couleurs seulement le 9 décembre 2006, lors du derby face à Manchester United, à Old Trafford, lors d'une rencontre de Premier League. Son équipe s'incline sur le score de trois buts à un ce jour-là. Il parvient à enchaîner les titularisations lors des onze derniers matchs de la saison, se distinguant même lors de la dernière journée face à Tottenham Hotspur, le 13 mai 2007, où il détourne un penalty de Jermain Defoe. Ce qui ne permet toutefois pas à son équipe de gagner, Manchester City s'inclinant sur le score de deux buts à un ce jour-là.
Alors qu'il part titulaire avant la saison 2007-2008, jouant la plupart des matchs de pré-saison, le portier suédois se blesse à nouveau, au pouce puis au genou à son retour de blessure. Il manque ainsi plusieurs mois de compétitions et ne fait son retour que le 31 octobre 2007, lors d'une rencontre de coupe de la Ligue face à Bolton Wanderers, contre qui son équipe s'impose (0-1). En novembre et décembre Isaksson joue à nouveau, profitant de la rotation mise en place par l'entraîneur Sven-Göran Eriksson pour décider de son gardien numéro un. Mais Isaksson se blesse encore et à son retour, son concurrent, le jeune international espoirs anglais Joe Hart a pris le relais et convaincu. Son aventure avec Manchester City s'achève le 11 mai 2008, où il est titularisé lors d'une défaite humiliante lors de la dernière journée de championnat face au Middlesbrough FC (8-1). La prestation d'Isaksson ce jour-là permet pourtant à son équipe de ne pas concéder encore plus de buts.
Il ne joue au total que 20 matchs sur ses deux saisons, à cause de plusieurs blessures répétitives.

### PSV Eindhoven

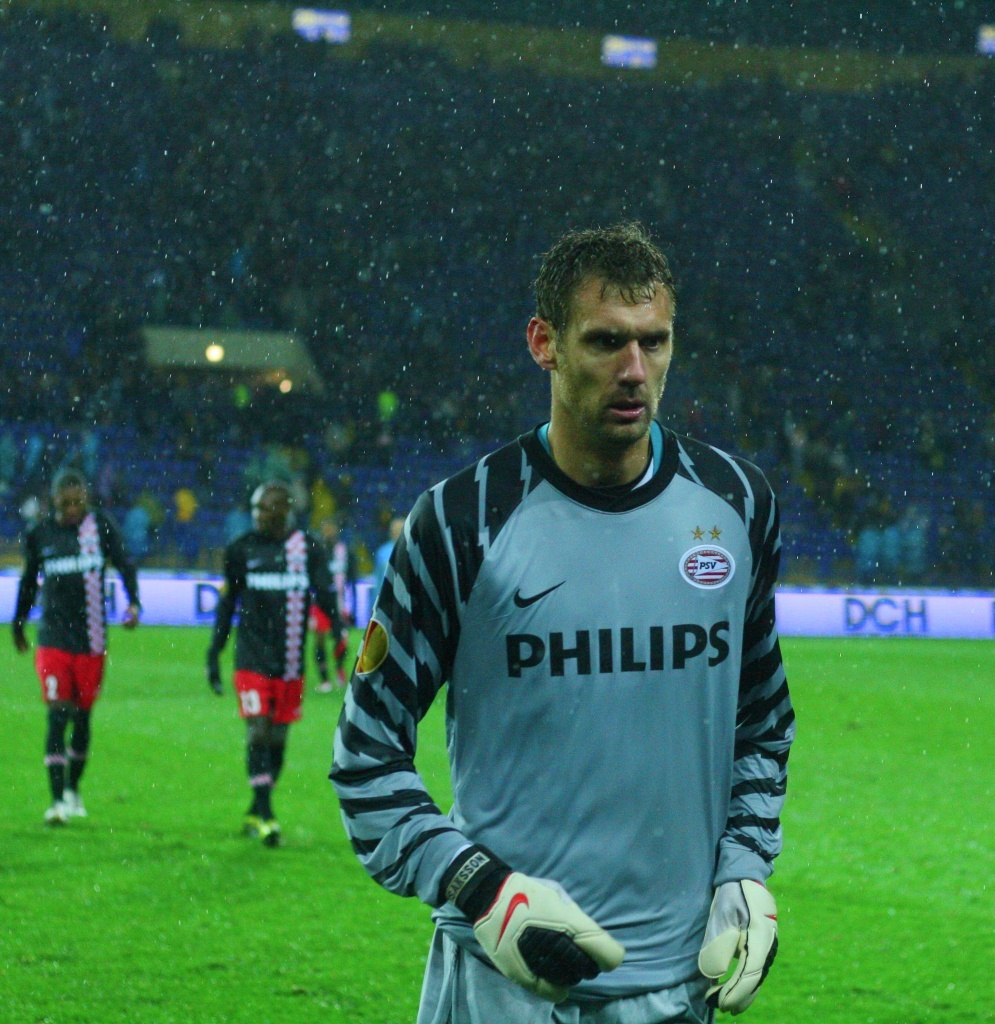
Isaksson en 2010 avec le PSV Eindhoven.

Le 2 juillet 2008 Andreas Isaksson signe pour quatre ans au PSV Eindhoven, champion en titre des Pays-Bas, avec qui il a l'occasion de jouer la Ligue des champions. Il a pour tâche de remplacer l'ancien titulaire au poste de gardien de but, Heurelho Gomes, parti à Tottenham Hotspur. Il récupère par ailleurs le numéro 1 du portier brésilien. 
Il joue son premier match avec le PSV le 23 août 2008, lors de la Supercoupe des Pays-Bas 2008 face au Feyenoord Rotterdam. Son équipe s'impose ce jour-là et Isaksson garde sa cage inviolée (0-2). Sept jours plus tard il joue son premier match d'Eredivisie, lors de la première journée face au FC Utrecht. Le PSV l'emporte largement par cinq buts à un lors de cette rencontre. Si la campagne du club néerlandais en Ligue des champions est décevante (éliminé dès la phase de groupe et terminant dernier) et que les Rood-witten terminent quatrième en championnat, Isaksson peut se réjouir d'avoir disputé une saison pleine avec 41 matchs au compteur toutes compétitions confondues.
Les soucis physiques semblant derrière lui, Isaksson s'impose comme un titulaire et un élément incontournable de l'équipe. Il participe à plusieurs éditions de la Ligue Europa, atteignant notamment les quarts de finales en 2010-2011, son équipe étant éliminée par le Benfica Lisbonne. Le PSV s'incline par quatre buts à un au match aller le 7 avril 2011 puis fait match nul au retour le 14 avril suivant (2-2). Au niveau national, le club d'Eindhoven remporte la coupe des Pays-Bas en 2012 mais Isaksson est absent pour cause de blessure à l'épaule lors de la finale, le 8 avril 2012 contre l'Heracles Almelo (3-0). Le PSV Eindhoven échoue dans sa conquête du titre durant les quatre années qu'Isaksson passe au club, terminant à la quatrième puis trois fois de suite à la troisième place au classement. Il quitte le club en juin 2012, à expiration de son contrat.

### Kasimpasa
Andreas Isaksson signe en Turquie, au Kasımpaşa SK, le 9 juillet 2012, club venant d'être promu en Süper Lig pour la 2012-2013. Il joue son premier match dès la première journée de championnat, le 20 août 2012 face au Galatasaray SK (défaite 2-1 de Kasımpaşa). Il s'impose naturellement comme le gardien numéro un de son équipe et participe au bon parcours de celle-ci, qui dès son retour dans l'élite du football turc se classe sixième à la fin de la saison. Le club se classe à cette même place la saison suivante avec toujours Isaksson dans les buts.

### Retour à Djurgårdens
Le 11 août 2016 Andreas Isaksson fait son retour en Suède douze ans après avoir quitté son pays natal, s'engageant en faveur du Djurgårdens IF. Il signe un contrat de deux ans et demi, soit jusqu'en décembre 2018. Il joue son premier match depuis son retour le 24 août 2016, lors d'un match de coupe de Suède face au Smedby AIS (en). Il est titularisé et son équipe s'impose par cinq buts à un.
Le 5 avril 2018, il annonce qu'il terminera sa carrière à l'issue de la saison 2018. Le 10 mai 2018 il joue la finale de la Coupe de Suède, disputée face au Malmö FF. Il garde sa cage inviolée et son équipe remporte la partie (3-0 score final). Il s'agit du dernier trophée de sa carrière.

### En équipe nationale

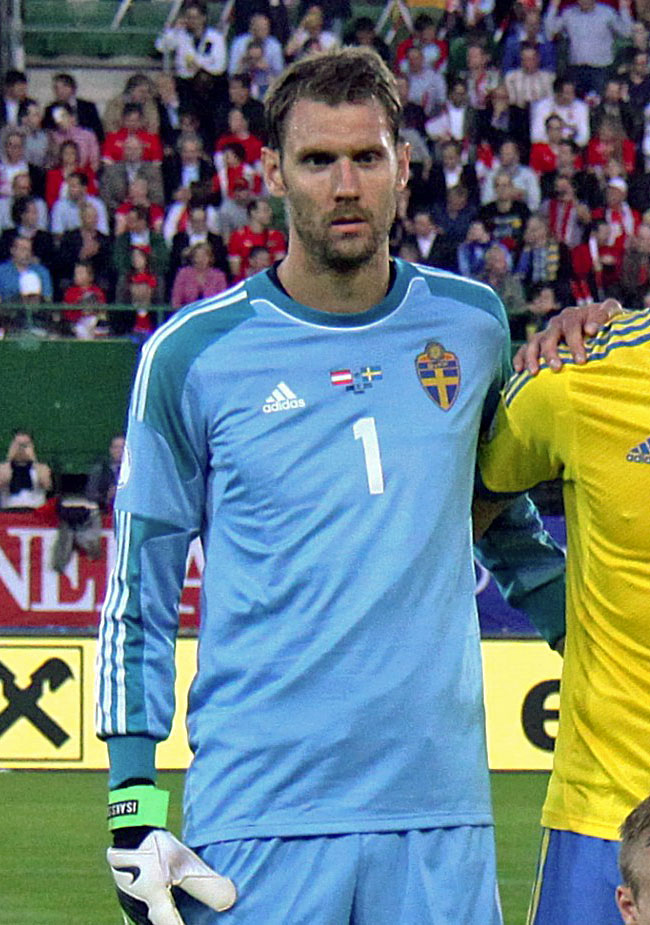
Isaksson avec la Suède contre l'Autriche le 7 juin 2013.

Andreas Isaksson honore sa première sélection avec l'équipe nationale de Suède le 27 mars 2002, lors d'un match amical contre la Suisse. Il entre en jeu après la mi-temps et les deux équipes se neutralisent (1-1 score final).
Andreas Isaksson est retenu pour participer à la Coupes du monde en 2002. Il est toutefois gardien remplaçant et ne joue aucun match. Lors de la Coupe du monde 2006, Isaksson ne joue le premier match de poule en raison d'une légère blessure, mais il joue les trois matchs suivants. Il réalise un excellent match en huitièmes de finale face à l'Allemagne, malgré une défaite contre les locaux (2-0).
Andreas Isaksson  participe également à quatre championnats d'Europe avec la Suède : en 2004, 2008, 2012 et enfin 2016. Il est quart de finaliste de la compétition en 2004. Il dispute un total de 13 matchs en championnat d'Europe.
A plusieurs reprises, il est capitaine de la sélection suédoise, la première fois le 2 juin 2010 contre la Biélorussie.

## Statistiques
| Saison                | Club                  | Championnat           | Championnat | Championnat | Coupe(s) nationale(s) | Coupe(s) nationale(s) | Compétition(s) continentale(s) | Compétition(s) continentale(s) | Compétition(s) continentale(s) | Total | Total |
| Saison                | Club                  | Division              | M.          | B.          | M.                    | B.                    | Comp.                          | M.                             | B.                             | M.    | B.    |
| 1999                  | Trelleborgs FF        | Allsvenskan           | 11          | 0           | -                     | -                     | -                              | -                              | -                              | 11    | 0     |
| Sous-total            | Sous-total            | Sous-total            | 11          | 0           | -                     | -                     | -                              | -                              | -                              | 11    | 0     |
| 1999-2000             | Juventus              | Serie A               | -           | -           | -                     | -                     | -                              | -                              | -                              | 0     | 0     |
| 2000-2001             | Juventus              | Serie A               | -           | -           | -                     | -                     | -                              | -                              | -                              | 0     | 0     |
| Sous-total            | Sous-total            | Sous-total            | -           | -           | -                     | -                     | -                              | -                              | -                              | 0     | 0     |
| 2001                  | Djurgårdens IF        | Allsvenskan           | 22          | 0           | 1                     | 0                     | -                              | -                              | -                              | 23    | 0     |
| 2002                  | Djurgårdens IF        | Allsvenskan           | 20          | 0           | 5                     | 0                     | C3                             | 6                              | 0                              | 31    | 0     |
| 2003                  | Djurgårdens IF        | Allsvenskan           | 26          | 0           | 2                     | 0                     | C1                             | 2                              | 0                              | 30    | 0     |
| 2004                  | Djurgårdens IF        | Allsvenskan           | 7           | 0           | -                     | -                     | -                              | -                              | -                              | 7     | 0     |
| Sous-total            | Sous-total            | Sous-total            | 75          | 0           | 8                     | 0                     | -                              | 8                              | 0                              | 91    | 0     |
| 2004-2005             | Stade rennais         | Ligue 1               | 38          | 0           | 4                     | 0                     | -                              | -                              | -                              | 42    | 0     |
| 2005-2006             | Stade rennais         | Ligue 1               | 24          | 0           | 2                     | 0                     | C3                             | 2                              | 0                              | 28    | 0     |
| Sous-total            | Sous-total            | Sous-total            | 64          | 0           | 6                     | 0                     | -                              | 2                              | 0                              | 72    | 0     |
| 2006-2007             | Manchester City       | Premier League        | 14          | 0           | -                     | -                     | -                              | -                              | -                              | 14    | 0     |
| 2007-2008             | Manchester City       | Premier League        | 5           | 0           | 1                     | 0                     | -                              | -                              | -                              | 6     | 0     |
| Sous-total            | Sous-total            | Sous-total            | 19          | 0           | 1                     | 0                     | -                              | -                              | -                              | 20    | 0     |
| 2008-2009             | PSV Eindhoven         | Eredivisie            | 33          | 0           | 2                     | 0                     | C1                             | 6                              | 0                              | 41    | 0     |
| 2009-2010             | PSV Eindhoven         | Eredivisie            | 34          | 0           | 4                     | 0                     | C3                             | 12                             | 0                              | 50    | 0     |
| 2010-2011             | PSV Eindhoven         | Eredivisie            | 34          | 0           | 3                     | 0                     | C3                             | 13                             | 0                              | 50    | 0     |
| 2011-2012             | PSV Eindhoven         | Eredivisie            | 22          | 0           | 2                     | 0                     | C3                             | 9                              | 0                              | 33    | 0     |
| Sous-total            | Sous-total            | Sous-total            | 123         | 0           | 11                    | 0                     | -                              | 40                             | 0                              | 174   | 0     |
| 2012-2013             | Kasımpaşa SK          | Süper Lig             | 34          | 0           | 3                     | 0                     | -                              | -                              | -                              | 37    | 0     |
| 2013-2014             | Kasımpaşa SK          | Süper Lig             | 32          | 0           | -                     | -                     | -                              | -                              | -                              | 32    | 0     |
| 2014-2015             | Kasımpaşa SK          | Süper Lig             | 25          | 0           | -                     | -                     | -                              | -                              | -                              | 25    | 0     |
| 2015-2016             | Kasımpaşa SK          | Süper Lig             | 13          | 0           | -                     | -                     | -                              | -                              | -                              | 13    | 0     |
| Sous-total            | Sous-total            | Sous-total            | 104         | 0           | 3                     | 0                     | -                              | -                              | -                              | 107   | 0     |
| 2016                  | Djurgårdens IF        | Allsvenskan           | 7           | 0           | 1                     | 0                     | -                              | -                              | -                              | 8     | 0     |
| 2017                  | Djurgårdens IF        | Allsvenskan           | 29          | 0           | 3                     | 0                     | -                              | -                              | -                              | 32    | 0     |
| 2018                  | Djurgårdens IF        | Allsvenskan           | 24          | 0           | 6                     | 0                     | C3                             | 2                              | 0                              | 32    | 0     |
| Sous-total            | Sous-total            | Sous-total            | 60          | 0           | 10                    | 0                     | -                              | 2                              | 0                              | 72    | 0     |
| Total sur la carrière | Total sur la carrière | Total sur la carrière | 456         | 0           | 39                    | 0                     | -                              | 52                             | 0                              | 547   | 0     |

## Palmarès
- Djurgårdens IF
  - Champion de Suède en 2002 et 2003
  - Vainqueur de la Coupe de Suède en 2002 et 2018.

- PSV Eindhoven
  - Vainqueur de la Supercoupe des Pays-Bas en 2008.